# Лобково (Нижньогородська область)
Лобково (рос. Лобково) — присілок в Вачському районі Нижньогородської області Російської Федерації.
Населення становить 127 осіб. Входить до складу муніципального утворення Новосельська сільрада.

## Історія
Від 2009 року входить до складу муніципального утворення Новосельська сільрада.

## Населення
| 1859 | 1905 | 1926 | 1999 | 2002 | 2010 |
| ---- | ---- | ---- | ---- | ---- | ---- |
| 352  | ↘330 | ↗487 | ↘151 | ↘132 | ↘127 |